# Салынь, Эдуард Петрович
Эдуа́рд Петро́вич Салы́нь (1894, Лифляндская губерния — 26 августа 1938, Коммунарка) — сотрудник советских спецслужб, начальник УНКВД Крымской АССР (1934), начальник Управления НКВД по Омской области с 1934 по 1937 год. Входил в состав особой тройки НКВД СССР.

## Биография
Латыш по национальности. Родился в семье батрака. В армии с 1915 года — рядовой, затем младший офицер 5-го латышского батальона.
После октября 1917 года находился на территории оккупированной немцами, был арестован как большевик, бежал. В апреле-ноябре 1918 — рядовой 9-го латышского стрелкового полка. В 1918—1919 годах председатель Диклинского волостного совета Вольмарского уезда. Командир 1-го батальона 540 полка 17-й стрелковой дивизии (1919—1920).

### На службе в ВЧК-ГПУ-НКВД
Комиссар управления ОО ВЧК (1920). Уполномоченный отделения ОО ВЧК (1920—1921). Начальник спецотделения ОО ВЧК-ГПУ (1921—1922). Помощник начальника ОО ГПУ (1922). Заместитель начальника КРО ГПУ СССР (1922—1924).
Начальник части пограничной охраны ПП ОГПУ по ЛВО (1924—1926). Начальник управления пограничной охраны войск ГПУ ПП ОГПУ по ЛВО (1926—1930).
Полпред ОГПУ по Крымской АССР (1930—1934), начальник УНКВД Крымской АССР (1934). Участвовал в заседании руководителей ОГПУ 30 января 1930 года о ликвидации кулачества.
Начальник вновь сформированного (в связи с созданием Омской области) УНКВД Омской области (1934—1937). Часть чекистских кадров Салынь привёз с собой из Крыма, в том числе несколько латышей. В марте 1936 года Салыню было присвоено спецзвание старшего майора госбезопасности.
В соответствии с постановлением Политбюро «Об антисоветских элементах» от 2 июля 1937 г., подписанным Сталиным, Салынь был утверждён в состав особой тройки по Омской области, непосредственно созданной по приказу НКВД СССР от 30.07.1937 № 00447. Он активно участвовал в сталинских репрессиях. Тем же постановлением Политбюро, по Омской области были утверждены 479 человек намеченных к расстрелу и 1959 человек к высылке. Однако, даже такое число репрессируемых было в несколько раз меньше, чем в соседних регионах, и недостаточная инициативность в проведении массового террора погубила Салыня.

### Арест, следствие и казнь
Салынь был обвинён в саботаже борьбы с врагами. Арестован 10 августа 1937 года.
По воспоминаниям М. П. Шрейдера это происходило так:
Заявляю со всей ответственностью, — спокойно и решительно сказал Салынь, — что в Омской области не имеется подобного количества врагов народа и троцкистов. И вообще считаю совершенно недопустимым заранее намечать количество людей, подлежащих аресту и расстрелу. 

Вот первый враг, который сам себя выявил! — резко оборвав Салыня, крикнул Ежов. И тут же вызвал коменданта, приказав арестовать Салыня. Остальные участники совещания были совершенно подавлены всем происшедшим, и более никто не посмел возразить Ежову.
Приговорён ВКВС СССР 26 августа 1938 года к высшей мере наказания. Расстрелян в тот же день. 
Включён СБУ в список организаторов голодомора на Украине.

## Награды
- Орден Красного Знамени (1927)
- Знак «Почётный работник ВЧК—ГПУ (V)» № 477 (1927)
- Знак «Почётный работник ВЧК-ГПУ (XV)» (1932)
- Знак «Почётный работник РКМ» (1933)